# كهف بحري

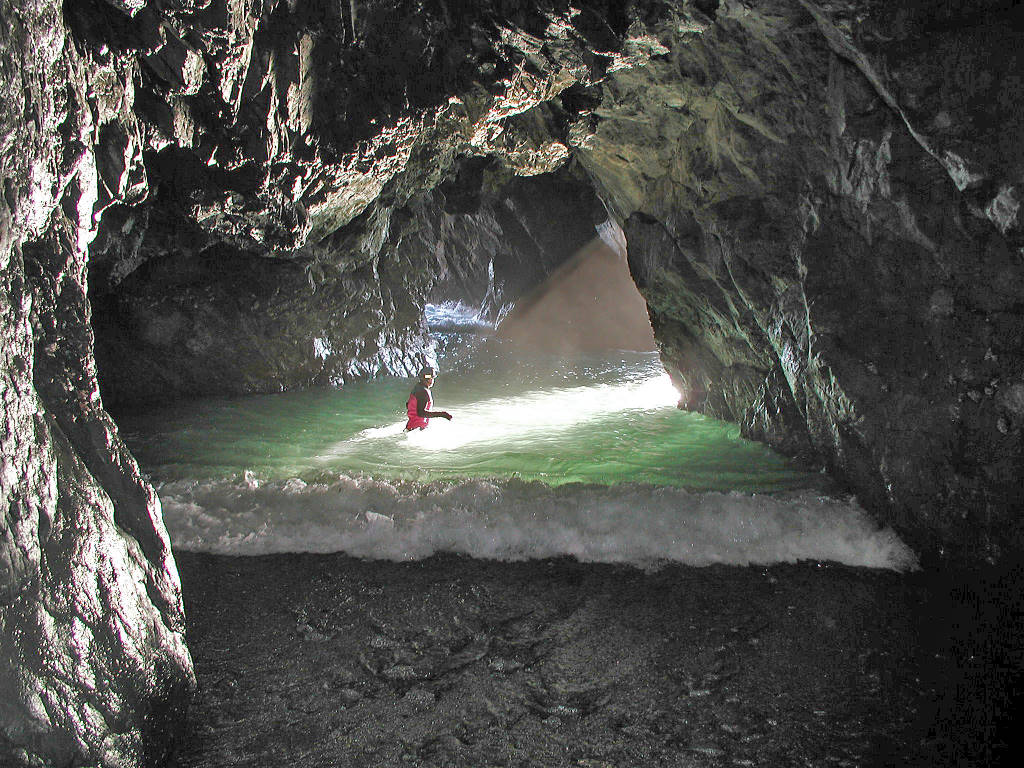
استكشاف كهف بحرى

إن  كهف البحر  ، المعروف أيضا باسم الكهف الساحلي ، هو نوع من الكهوف شكلت أساسا من قبل موجة من البحر. العملية الأولية المعنية هي التآكل. وقد تم العثور على كهوف البحر في جميع أنحاء العالم، وتتشكل بنشاط على طول السواحل والحاضر وكهوف البحر الغابرة على السواحل البحرية السابقة. وتوجد بعض الكهوف المنحوتة بواسطة الأمواج wave-cut caves أكبر موجة خفض في العالم على ساحل النرويج، ولكنها الآن ترتفع 100 قدم أو أكثر فوق مستوى سطح البحر الحالي. وستظل تلك الكهوف تصنف على أنها كهوف ساحلية. على النقيض من ذلك، في أماكن مثل تايلاند وبان ناه باي، فهي كهوف مغمورة تكوّنت من الحجر الجيري الذي قد ذاب محتواها من الحجر عن طريق البحر وجُرفت بالمد البحري المرتفع وخضعت لعامل التآكل الساحلي، وهو ما يمثّل مرحلة جديدة من التوسعة الخاصة بهم.
وبعض من أهم الكهوف البحرية المعروفة تقع في القارة الأوروبية، مثل كهف فينغال، في الجزيرة الاسكتلندية ستافا، وهو كهف واسع يبلغ طوله نحو 70 مترا، وقد تشكّل من البازلت العمودي. في الكهف الأزرق (كابري) في كابري، على الرغم من أنه أصغر حجما، ويشتهر بجودة الإنارة فيه ووضوح مياهه، الناتج من طريق تمرير الضوء من خلال الفتحات تحت الماء. بنى الرومان درج أو سلالم في العمق، لكن النفق قد انهار الآن وانكشف السطح. وأشار أيضا إلى الجزر اليونانية تتنوع بجمال الكهوف البحرية بينها. والعديد من كهوف البحر قد تم مسح خرائطها، ودراسة مغاراتها في انكلترا واسكتلندا وفرنسا، ولا سيما على ساحل النورماندي. تم العثور على أكبر الكهوف البحرية على امتداد الساحل الغربي للولايات المتحدة، وجزر هاواي، وجزر شيتلاند.

## التكوين

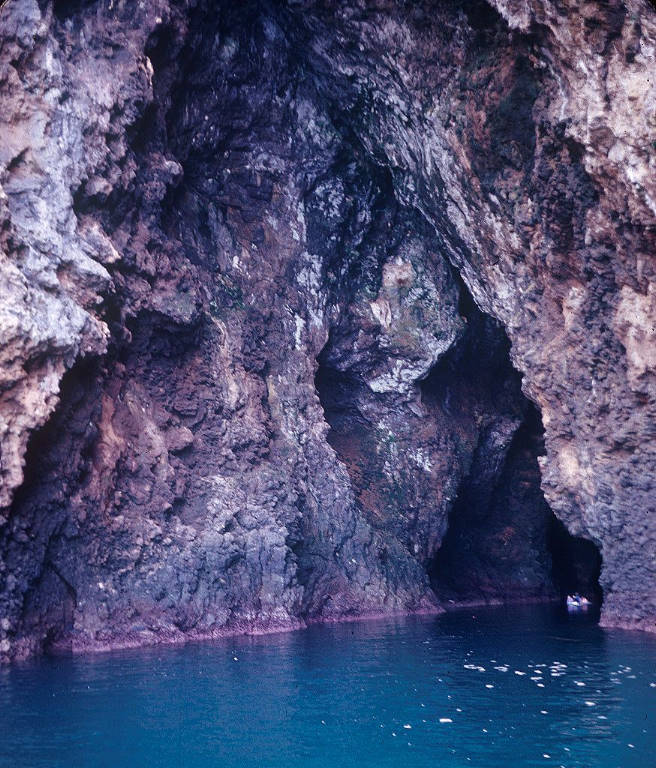
تشكل الكهف البحري على طول الصدع

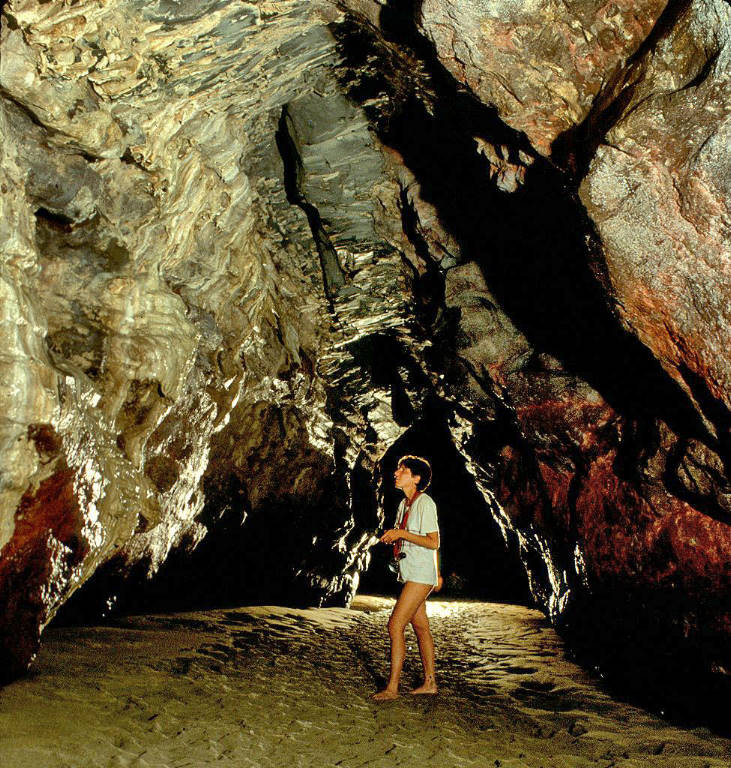
تشكيل الكهف البحري على طول الجيب النافذ

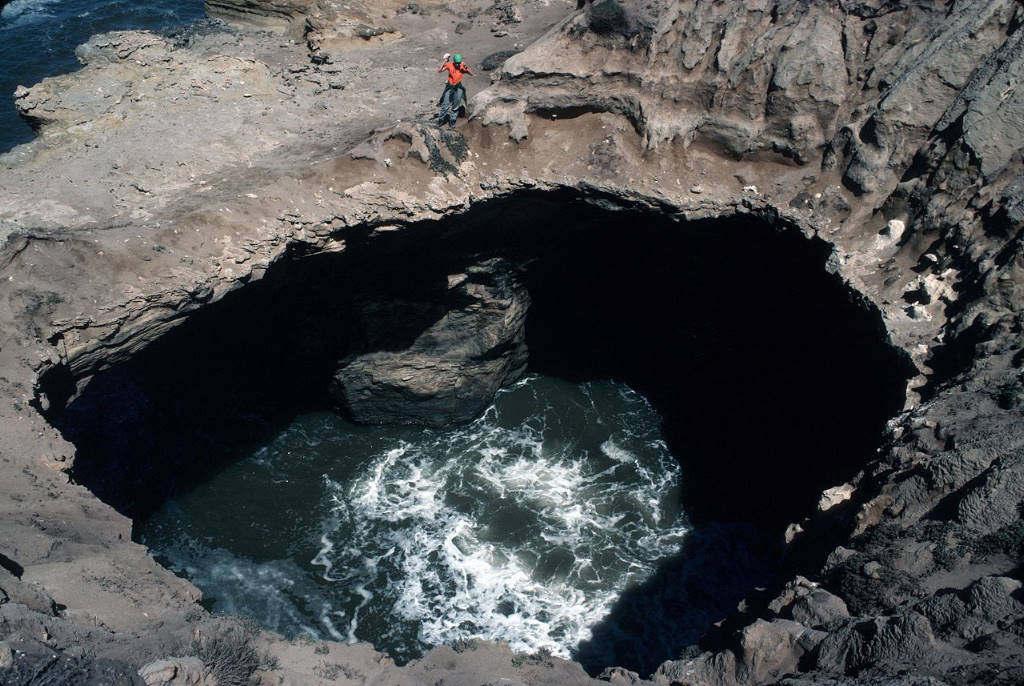
إنهيار الكهف البحري

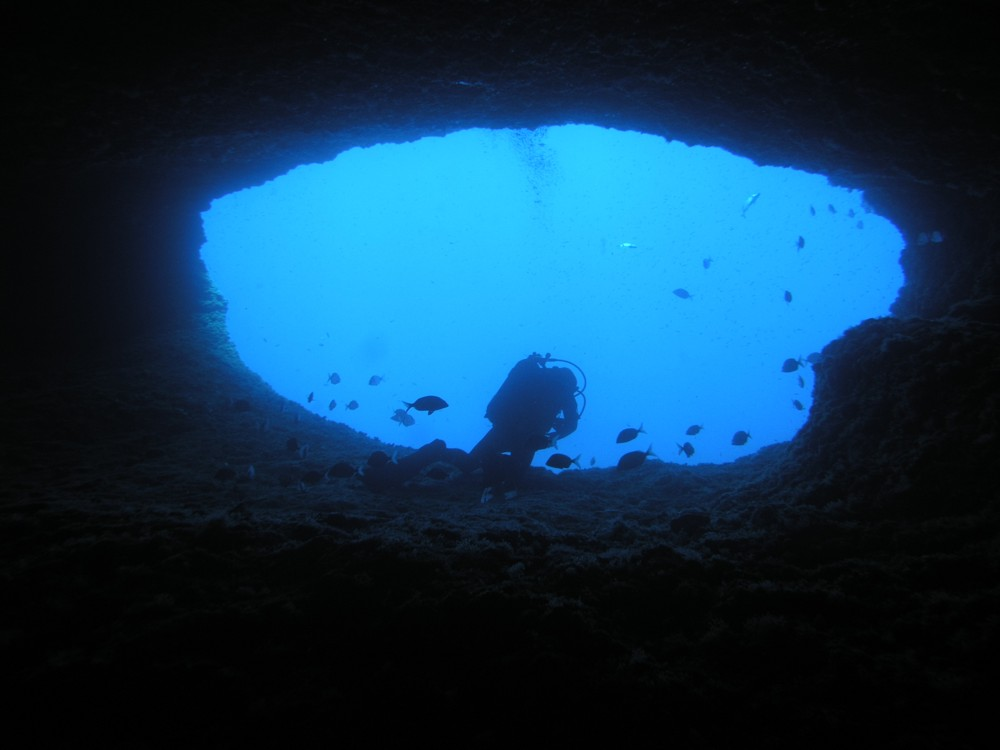
مراقبةالمكان في "بلفيدير"في شمال سردينيا الكهف نيريو

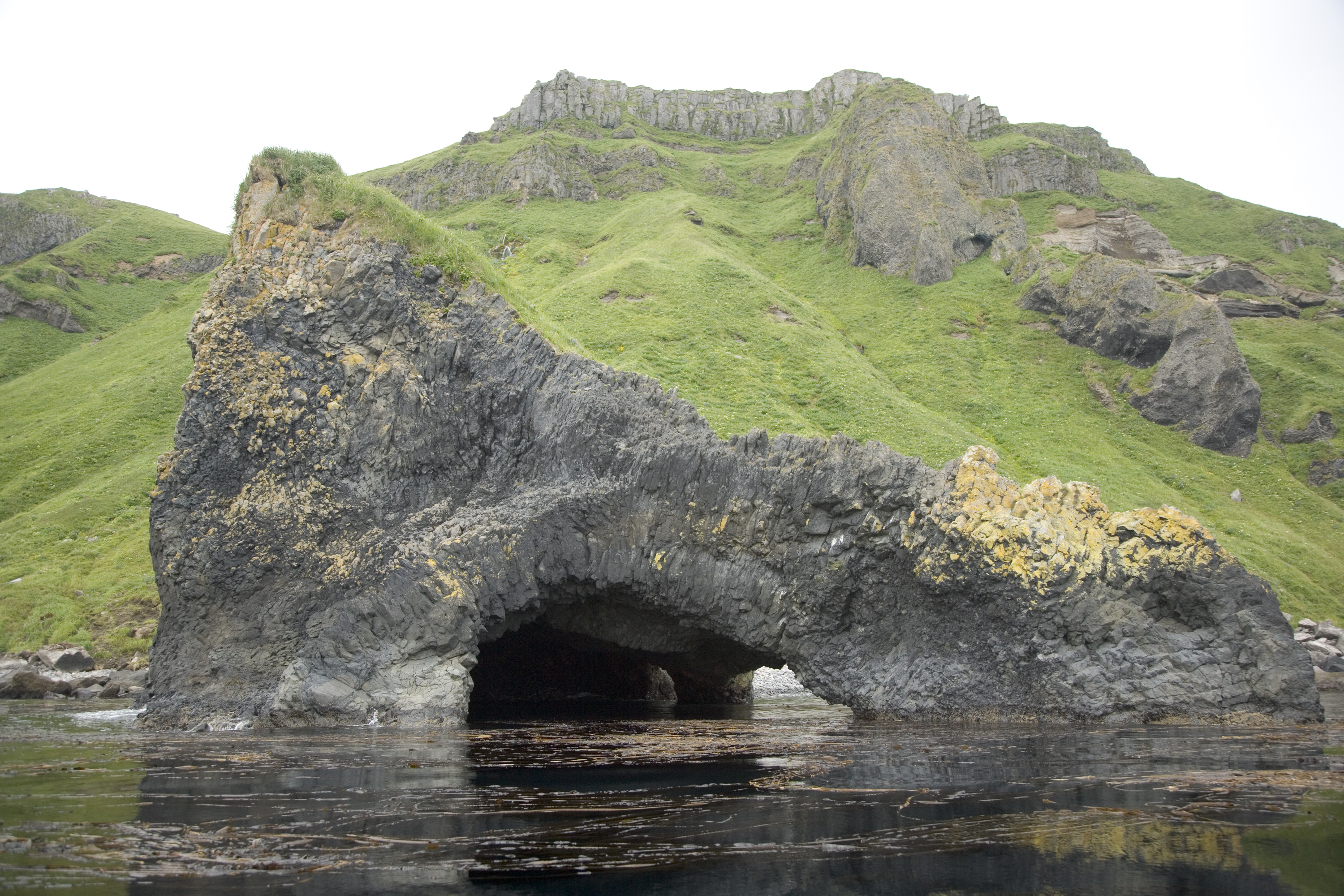
الكهف البحري البازلتي في جزيرة آكون

ويمكن الاطلاع على الكهوف الساحلية في طائفة واسعة من الصخور المضيفة، وتتراوح ما بين رسوبية إلى المتحولة إلى الصخور النارية، ولكنها في الكهوف الأخيرة تميل إلى أن تكون أكبر نظرا لقوة وصلابة الصخور المضيفة.
من أجل تشكيل كهوف البحر، يجب أن تحتوي الصخور المضيفة أولا على منطقة ضعيفة. أما في الصخور النارية أو المتحولة، فإن هذا عادة ينتج إما عن صدع كما في كهوف جزر القنال في كاليفورنيا أو جيب نافذ كما في الكهوف كبيرة من البحر كاواي، هاواي ل نا بالي الساحلي. في الصخور الرسوبية، هذا قد يكون فراق الفراش الطائرة أو الاتصال بين الطبقات المختلفة. قد يحدث هذا الأخير أيضا في الصخور البركانية، كما هو الحال في الكهوف على جزيرة سانتا كروز، كاليفورنيا، حيث هاجمت الموجات البحرية نقاط الاتصال بين صخور بركانية ناتئة من البازلت والكتلة الصخرية.
القوة الدافعة في منطقة الكهف الساحلية هو عمل الموجة. تؤدي إلى تآكل مستمر في أي مكان حيث الأمواج تضرب السواحل الصخرية، ولكن حيث المنحدرات البحرية تحتوي على مناطق الضعف، وتتم إزالة الصخور بمعدل أكبر على طول هذه المناطق، كما أن البحر يصل إلى شقوق تشكلت على هذا النحو، فإنها تبدأ في التوسيع والتعميق نظرا للقوة الهائلة التي تمارس ضمن مساحة محدودة، وليس فقط من خلال العمل المباشر من الأمواج والصخور أي الجزيئات التي يتحملها.
ولكن أيضا عن طريق ضغط الهواء داخل الثقب الجليدي (الجيولوجيا) (الكهوف المغمورة جزئيا أن الرش إخراج كبيرة من مياه البحر وموجات التراجع السريع والسماح بإعادة توسيع الهواء المضغوط من الداخل) تشهد على هذه العملية. إضافة إلى الطاقة الهيدروليكية للموجات هي من القوة بحيث تجلخ الرمال والصخور المعلقة. حيث معظم جدران الكهوف البحرية تعاني من عدم الانتظام والاكتناز، والتي تعكس عملية التحات حيث الصخرة تتفتت قطعة قطعة. ومع ذلك، بعض الكهوف تحوي أجزاء حيث يتم تقريب وتلطيف الجدران، طوابق عادة مع الحصى، وينتج عن هذه الحركة دوامات من الحصى في منطقة تزلج ودوران الماء.
الكهوف الساحلية الحقيقية، لا يحصل خلط بينها وبين الكهوف الصخرية العادية لا ينبغي أن تنكشف وتتقاطع عند خط تآكل جرف البحر مرة أخرى., أو مع فراغات تنتج من الذوبان وتتشكل في المنطقة المطلة على الجزر الاستوائية. في بعض المناطق، مثل خليج هالونغ في فيتنام، تم العثور على كهوف في صخور الكربونات في المناطق الساحلية ولكن تشكّلت بالتآكل.
مياه الأمطار قد تؤثر أيضا على الكهوف المتشكلة تحت سطح البحر. الأحماض الكربونية والعضوية، قد ترشح من التربة تساعد في إضعاف الصخور داخل الشقوق. كما هو الحال في الكهوف المتكونة بالتآكل speleothems صغيرة قد تتكون في كهوف البحر.
غرف الكهوف البحرية تنهار أحيانا حيث تترك “littoral sinkhole” «الفجوة الغائرة الساحلية». قد تكون هذه كبيرة جدا، مثل فجوة أوريغون Punchbowl فجوة الشيطان أو حمام الملكة على الساحل نا بالي. الجزر الصغيرة أو الرؤوس في كثير من الأحيان الكهوف التي قطعت تماما من خلالهم، لأنها تخضع لهجوم من كلا الجانبين، وانهيار نفق الكهف البحري يمكن أن يترك «المسلة البحرية» قائمة بذاتها على طول الساحل. إن جزيرة كاليفورنيا التابعة Anacapa يعتقد أنها قد انقسمت إلى ثلاث جزر من قبل بمثل هذه العملية.
الحياة داخل الكهوف البحر قد تساعد في توسعها كذلك. على سبيل المثال، قنافذ البحر تحفر طريقها في الصخر، وعلى مر الأجيال المتعاقبة قد تؤدي إلى إزالة أحجار أساسية كبيرة من الأرضيّات والجدران السفلية. وقد لا توجد مجموعة متنوعة كبيرة من الأسماك.

## العوامل المؤثرة على الحجم

Some sea caves empty out at low tide

معظم كهوف البحر هي صغيرة بالنسبة إلى أنواع أخرى من الكهوف. المسح الحالي للكهوف البحرية من حيث التكوين أكثر من 300 مترا، 15 مترا أكثر من 200، و 85 أكثر من 100 متر في الطول. في النرويج، العديد من الكهوف البحر الغابرة التي لم تشهد تحوّلا ميتامورفي على ما يبدو تتجاوز 300 متر في الطول. ليس هناك شك في أن العديد من الكهوف البحرية الكبيرة موجودة ولكن لم يجرِ التحقيق بسبب مواقعها النائية و / أو الظروف البحرية الغير مواتية.
عوامل عدة تساهم في تطوير الكهوف البحرية الكبيرة نسبيا. طبيعة المنطقة الضعيفة في حد ذاتها هي بالتأكيد عاملا، على الرغم من أنه من الصعب تحديدها. وثمة عامل أكثر سهولة هو الموقف من مدخل الكهف النسبية للظروف السائدة البحر. في جزيرة سانتا كروز
أكبر الكهوف في الشمال الغربى مواجهة للظروف السائدة، تضخم العوامل التي تجعلهم المسح أكثر صعوبة. الكهوف في المناطق المحمية من الخلجان والبحار الرياح السائدة تميل إلى أن تكون أصغر حجما، كما هي الكهوف في المناطق التي تكون فيها البحار تميل إلى أن تكون أكثر هدوءاً
نوع الصخور المضيفة يعد مهمّا كذلك، كل الكهوف البحرية الكبيرة هي من البازلت، الصخور المضيفة القوية بالمقارنة بالصخور الرسوبية. يمكن اختراق الكهوف البازلتية بعيدا في المنحدرات، حيث أن معظم السطح يضعف ببطء نسبيا. في الصخور الضعيفة يحدث التآكل على طول منطقة لا تتجاوز أضعف كثيرا من واجهة الجرف.
الوقت هو عامل آخر. في جميع أنحاء المنطقة الساحلية النشطة تتغير خلال الزمن الجيولوجي عن طريق التفاعل بين تغير مستوى سطح البحر و regional uplift.
العصور الجليدية المتكررة خلال الحقبة الجليدية قد غيّرت مستويات البحار في نطاق عمودي من نحو 200 متر. وقد تشكّلت كهوف بحرية كبيرة في جزر القنال كاليفورنيا التي هي الآن غارقة تماما بسبب ارتفاع منسوب مياه البحر على مدى السنوات 12.000 الماضية. في مناطق الارتقاء المطرد.
التآكل المستمر ينتج كهوفا بحرية ذات ارتفاعات عالية — كهف ذات رسوم طلائية
ما يقرب من 40 مترا في مدخله. على الساحل النرويجي هناك الكهوف البحرية الضخمة ارتفعت الآن 30 مترا أو أكثر فوق مستوى سطح البحر. الكهوف الرسوبية يؤرخ الرواسب في أكبر من هذه (Halvikshulen في أوسين،) ترتفع أكثر من 340 مترا يدل على أن تشكيلها خلال فترة ما لا تقل عن مليون سنة. قد تكون جيدة تلك الكهوف الضخمة المقتطعة بالأمواج تعرف بكلا من الطول والحجم.
أخيرا، الكهوف التي هي أكبر تميل إلى أن تكون أكثر تعقيدا. حتى الآن معظم الكهوف البحرية تتكون من ممر واحد أو غرفة. تلك التي شكلت في الصدوع تميل إلى أن تحتوي على ما يشبه الأخاديد أو ممرات ذات الزاوية وتكون مستقيمة جدا. في كهف سيل الوادي على جزيرة سانتا كروز، وضوء المدخل لا تزال واضحا من الجزء الخلفي من الكهف 189 متر من المدخل. على النقيض من ذلك، تشكّلت الكهوف على طول الفراش بمستويات أفقية تميل إلى أن تكون أوسع مع انخفاض ارتفاعات السقف. في بعض المناطق، قد تكون كهوف البحر لديها مستويات عليا جافة، مرفوعة فوق المنطقة الساحلية النشطة بواسطة رفع إقليمي.
الكهوف البحرية تبدو معقدة بطريقة تثير الدهشة، حيث العديد من المناطق الضعفيفة في كثير من الأحيان صدوع، تتلاقى كما في سراديب الموتى في جزيرة أناكابا (كاليفورنيا), لا تقل عن ستة صدوع تتقاطع في العديد من كهوف جزر القنال بكاليفورنيا، ممرات طويلة التشقق، تفتح في حجرات كبرى في الخلف . وهذه مرتبطة بثبات بتقاطع بصدع ثان موجهة بشكل عمودي تقريبا لتلك التي على طول ممر المدخل. عندما تمتلك الكهوف مداخل متعددة، فإنها تكون عرضة لفعل الأمواج، وبالتالي فهي قد تنمو بمعدل أسرع نسبيا. هناك كهف كبير جدا، كامنا وراء جزيرة فوجلا الصغيرة غير المأهولة، وهي جزيرة صغيرة قبالة ساحل Stour بابا، في جزر شيتلاند. على الرغم من أنها لم يستقصِ. , والتقديرات وضعها في حدود ما يقرب من 500 متر من كممر—بمعنى أنها يمكن أن تكون في الواقع أطول كهف بحري في العالم .

## وصلات خارجية
- Photos and information on sea caves in the Virtual Cave
- Long sea caves of the world shows three